# モーチャン
モーチャン［別名：森 隆稀（もり りゅうき）、Beefman（ビーフマン）、本名：森 真喜夫（もり まきお）］（ 1961年3月23日 - ）は、東京都新宿区出身、広島県尾道市在住の、広島県内で活動しているローカルタレント。

## 人物
父は作曲家服部良一の内弟子で、作曲家でまた歌唱レッスンのスペシャリストだった（49歳で死去）。
現在、東京都にて歌手のマネージャー・ボーカルトレーナーをしている。2009年までは、広島県にてフリータレント、番組ナレーション、ラジオDJ、イベントMC、演出家、作詞家として地方にはめずらしい幅広い活動をしながら、地元の芸能プロダクション「サンフラワーワンダーランド」を立ち上げ、広島のローカルアイドル「サンフラワー」他複数のエンターテイメントユニットをプロデュースしていた。
本業のボーカル講師としての実績と経験豊富。単に、ボイストレーナーという肩書ではなく、必ず歌が上達する講師として広島では評判。特技のトークを生かした分かりやすいレッスン・タレント経験で親しみやすく慕われるレッスン・父親の影響で幼少から音楽に浸り、確かな耳で判断するレッスンが特徴。
- 血液型：A型
- 身長：176cm
- 趣味：競馬予想、ドライブ、釣り
- 特技：バドミントン、ピアノ
- 好きなアーチスト：ブルースブラザーズ、キャンディーズ
- 尊敬する声優、滝口順平

## 経歴
- 広島県立竹原高等学校出身。
- 玉川大学文学部芸術学科演劇専攻中退。
- 在学中にザ・ドリフターズ付き人経験。

※広島にてモリミュージックボーカル教室主催
※尾道SOGO文化教室歌唱コース講師
- 学校法人東海学院文化教養専門学校高等課程講師。
- 第一プロダクション勤務。新沼謙治マネージャー。
- 第一音楽出版勤務レコーディングディレクター（担当：森口博子、新沼謙治、桂銀淑、五月みどり　等）
- そのほか東京在住中にプロデュース業も始める。第一弾プロデュースはパチンコ娘「HI-ME」。SANKYOのパチンコ機、『OL娘』をタイアップ企画した。
- 30代に広島に戻りフリータレント活動を開始。

※モリミュージックボーカル教室再開（小学生 ～ 高齢者までレッスン）
　レッスン生が、フラワーフェスティバルなど各地の歌唱コンクール・カラオケ大会で優勝。
- 広島ホームテレビにて「HOMEフレッシュモーニング」メインキャスター。
- その後広島県内にてラジオDJ業を始める。また、作詞家・脚本家としても活動。
- 広島県内の各コミュニティFMの立ち上げに尽力。（レディオBINGO、尾道FM、ひろしまPステーションetc）

※広島アクターズアカデミーにてボーカル講師。
- 広島を代表するロコドル「サンフラワー」をプロデュース。
- ニックネームの「モーチャン」は風見しんごが名付け親。
- 「サンフラワー」に続き「sleepeat」「ライジングパワーハウス」などプロデュース。

※レッスン生でもありサンフラワーメンバーの神園さやかが後に演歌歌手としてデビュー。
- 自身も演奏するユニットとして「Dreamest」「Beef or Fish ?」があり、Beefmanという名で現在[いつ?]活動中である。
- 「Beef or Fish ?」においてはアルバム「Beef or Fish ?（アルバム）」を2007年7月7日にリリース、同アルバム内には「Dreamest」の曲も収録された。

### 過去のレギュラー番組（ラジオ）
- エフエムふくやま レディオBINGO 「うまうまサウンドステーション」
競馬参加型番組。ゲーム性を取り入れ、レース実況のバックに効果音を使用。13年間の長寿番組として、2009年3月まで放送。
- エフエムふくやま レディオBINGO 「GO！GO！Bびんご～」
- エフエムふくやま レディオBINGO 「今どき NIGHT BINGO！」
リスナー投稿スタイルの深夜番組。様々な公開イベントを開催。

2009年東京へ移転。
- 現在[いつ?]、演歌歌手「黒木姉妹」担当マネージャー。
- ボーカルレッスン講師。
- イベント・劇団など舞台監督。